# Dermatoeliosi
La dermatoeliosi, nota anche come fotoinvecchiamento, è il danno cronico e progressivo della cute provocato dall'azione lesiva dei raggi ultravioletti sulle cellule della pelle. 
L'esposizione acuta ai raggi del sole comporta una ustione la cui gravità può andare dal semplice eritema solare alla comparsa di estese lesioni bollose. I tessuti sono in grado di riparare questo danno, ma l'esposizione ripetuta comporta a lungo andare una compromissione dei processi riparativi con perdita di elasticità della pelle, comparsa di discromie e fini teleangectasie, degenerazione e compattamento delle fibre elastiche nel derma superficiale.

## Sintomatologia
La dermatoeliosi o fotoinvecchiamento si manifesta attraverso una serie di lesioni di gravità variabile:
- rughe
- efelidi
- cheratosi attinica
- porpora
- Lesioni vascolari quali angiomi e teleangectasie
- iperplasia sebacea
- tumori della pelle.

## Eziologia
Le cause scatenanti sono da esposizione ai raggi UVB e UVA tipo 2.

## Prevenzione
La prevenzione del fotoinvecchiamento andrebbe effettuata fin dall'infanzia, evitando l'eccessiva esposizione ai raggi ultravioletti soprattutto nelle ore centrali della giornata e proteggendo le aree cutanee esposte con adeguati schermi solari. Tuttavia, anche dopo che si è verificato un danno attinico si può arrestare il processo degenerativo applicando creme solari con elevato fattore di protezione su tutta la cute esposta.